# Robert Herrlinger

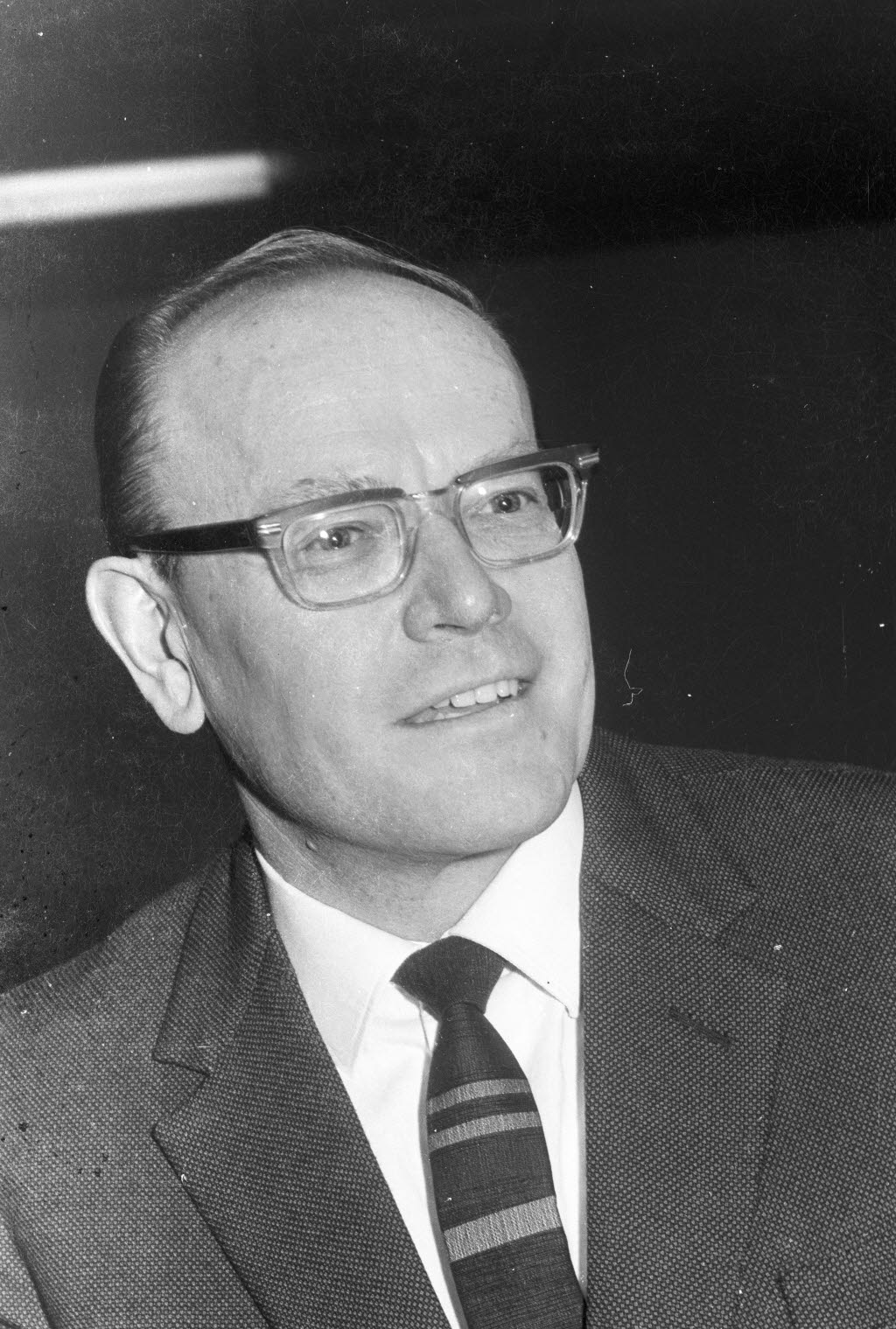
Robert Herrlinger (1966)

Robert Herrlinger (* 24. April 1914 in Antwerpen; † 8. Februar 1968 in Kiel) war ein deutscher Anatom, Medizinhistoriker und Hochschullehrer.

## Leben
Robert Herrlinger, Sohn von Elise Herrlinger, geborene Hattich, und des Kaufmanns Carl Herrlinger, studierte bis 1938 Medizin an der Ruprecht-Karls-Universität Heidelberg und Kunstgeschichte bis 1941 an der Universität Jena, wo er zu dieser Zeit als Assistent am Institut für Anatomie und Physiologie arbeitete. Unter Hermann Voss arbeitete er ab Oktober 1942 als Oberassistent am Anatomischen Institut der Reichsuniversität Posen, wo er sich 1943 habilitierte und Privatdozent für Anatomie wurde.
Nach dem Krieg betrieb er mit seiner Ehefrau eine Landarztpraxis in Münchsteinach und war ab 1949 zudem Lehrbeauftragter für „Einführung in das Studium der Medizin (Hodgetik)“ an der Universität Regensburg. Herrlinger bemühte sich zudem um eine Professur für Anatomie an der Julius-Maximilians-Universität Würzburg, die ihm jedoch nicht übertragen wurde, vor allem auf Einfluss des Ordinarius für Innere Medizin und Emigranten während des Nationalsozialismus Ernst Wollheim. Stattdessen studierte er in Würzburg Geschichte der Medizin. 1951 wurde er dort zum Professor berufen, hielt ab dem Wintersemester 1951/52 die Vorlesungen über Geschichte der Medizin, erhielt im Juli 1952 die Venia legendi für „Geschichte der Medizin“ und übernahm als Nachfolger des 1934 emeritierten Georg Sticker 1952/53 kommissarisch die Leitung des nach dem Zweiten Weltkrieg am 13. März 1953 offiziell neugegründeten Instituts für Geschichte der Medizin im Gebäude des Anatomischen Instituts. Gemeinsam mit dem Anatomen Curt Elze baute er in Würzburg das Fach Medizingeschichte nach dem Zweiten Weltkrieg wieder auf. 1961 war Herrlinger auf Platz zwei der Berufungsliste für den neugegründeten Lehrstuhl für Geschichte der Medizin an der Ruprecht-Karls-Universität Heidelberg. Der Ruf erging jedoch an Heinrich Schipperges, der bis dahin in Kiel tätig war. 1962 folgte Herrlinger dem Ruf auf den Lehrstuhl für Geschichte der Medizin an die Christian-Albrechts-Universität zu Kiel. Dort arbeitete er bis zu seinem Tode 1968. Herrlinger starb an einem Herzinfarkt.

## Werk
Robert Herrlinger war einer der ersten, die sich nach dem Zweiten Weltkrieg in Deutschland mit der Geschichte des Krankenhauswesens in Lehre und Forschung beschäftigten. Er veröffentlichte dazu grundlegende wissenschaftliche Beiträge. Von 1958 bis 1961 war er prägender Schriftleiter der (Neuen) Zeitschrift für ärztliche Fortbildung. In Würzburg gab er von März 1957 bis Mai 1962 Mitteilungen aus dem (Georg Sticker-)Institut für Geschichte der Medizin an der Universität Würzburg heraus. Auf seine Initiative hin wurde 1964 die Deutsche Gesellschaft für Krankenhausgeschichte gegründet. Herrlinger entwarf auch die Satzung der Fachgesellschaft. Internationale Reputation erwarb er sich als Medizinhistoriker mit profunden Kenntnissen der Anatomie und medizinischer Illustration.

## Auszeichnungen
- Stellvertretender Generalsekretär der International Academy of the History of Medicine
- Präsident der Gesellschaft für Wissenschaftsgeschichte (GWG)
- Präsident der Deutschen Gesellschaft für Krankenhausgeschichte e. V.

## Verhalten in der Zeit des Nationalsozialismus
In der Zeit des Nationalsozialismus profitierten das Anatomische Institut der Reichsuniversität Posen unter Hermann Voss und seine Mitarbeiter von einer engen Zusammenarbeit mit der Gestapo. Sie fertigten Präparate unmittelbar nach der Tötung polnischer Häftlinge an und es entwickelte sich ein schwungvoller Handel mit Skeletten und Schädeln. Herrlinger nahm für seine Habilitation über die Milz, die er 1944 erlangte, sogar an den dortigen Exekutionen durch die Guillotine teil, um Sekunden später an den Körpern der Hingerichteten Untersuchungen vornehmen zu können. Er veröffentlichte 1947 die so gewonnenen Erkenntnisse, ohne zu verbergen, wie er sie erlangt hatte. Die 1945 im Posener Institut gefundenen, mit Formalin präparierten Leichen wiesen Folterspuren auf.

## Veröffentlichungen (Auswahl)
- Die Milzgefäße der weißen Ratten. Dissertation. Universität Heidelberg, 1938.
- Die Milz. Wehr/Baden 1958 (= Ciba-Zeitschrift 8, 1958, Nr. 90).
- Der willkürliche Atemstillstand als Funktionsprüfung. In: Z Gesamte Exp Med. 109, 1941, S. 357–362 doi:10.1007/BF02611518
- Vorwort. In: Erich Schöner: Das Viererschema in der antiken Humoralpathologie. Mit einem Vorwort und einer Tafel von Robert Herrlinger (= Sudhoffs Archiv für Geschichte der Medizin und der Naturwissenschaften. Beiheft 4). Steiner, Wiesbaden 1964 (Zugleich: Kiel, Universität, Dissertation, 1964), ISSN 0931-9425.
- mit Hermann Voss: Taschenbuch der Anatomie. 14./15. Auflage. Gustav-Fischer-Verlag, 1975, ISBN 3-437-00168-X.
- Körperproportionen im XIV. Jahrhundert. In: Marburger Jahrbuch für Kunstwissenschaft 14. Verlag des Kunstgeschichtlichen Instituts der Philipps-Universität, Marburg 1949.
- mit Marielene Putscher: Geschichte der medizinischen Abbildung. 2 Bände. Moos Verlag, München 1967 (Band 1: Antike bis um 1600) und 1972, ISBN 3-7879-0060-8.
- Das Schicksal der hölzernen Druckstöcke zu Vesals anatomischem Lehrbuch. In: Münchener medizinische Wochenschrift (1950). Band 93, Nummer 12, März 1951, S. 613–616, ISSN 0027-2973. PMID 14833327.
- Volcher Coiter, 1534–1576. (Habilitationsschrift Universität Würzburg), Nürnberg 1952.
- Anatomie in Würzburg zur Zeit der Renaissance und des Barock. In: Die Mainlandee. Band 3, 1952, S. 79–80.
- Die Erfindung der deutschen Geburtszange. In: Ärztliche Praxis. 15. August 1953.
- Das Julius-Spital zu Würzburg. In: Münchner Medizinische Wochenschrift. Band 95, 1953, S. 812.
- Hermann Joseph Brünninghausen. In: Neue Deutsche Biographie. 2, 1955, S. 666–667.
- Die Entwicklung des medizinhistorischen Unterrichts an der Julius-Maximilians-Universität. In: Mitteilungen aus dem Georg Sticker-Institut für Geschichte der Medizin an der Universität Würzburg. Heft 1, März 1957, S. 1–8.
- Die chirurgische Instrumentensammlung aus dem 18. und 19. Jahrhundert. In: Mitteilungen aus dem Institut für Geschichte der Medizin der Universität Würzburg. 3, 1958, S. 1–15.
- Der Gartenpavillon des Würzburger Julius-Spitals. In: Neue Zeitung für ärztliche Fortbildung. Band 47. Neue Folge, Band 1, 1958, S. 356–357.
- Die sechs Res non naturales in den Predigten Bertholds von Regensburg. In: Sudhoffs Archiv. Band 42, 1958, S. 27–38.
- Ignaz Christoph Doellinger. In: Neue Deutsche Biographie. 4, 1959, S. 20–21.
- Der mediterrane Einfluß bei der Gründung des Würzburger Juliusspitals 1576. In: Atti del Primo Congresso Europeo di Storia Ospitaliera Reggio Emilia, 6–12 giugno 1960. Rocca San Casciano 1960, S. 590–600.
- Die Nobelpreisträger der Medizin: Ein Kapitel aus der Geschichte der Medizin. Moos Verlag, München 1963.
- Die Geschichte der medizinischen Indikation des Abortus arteficialis. In: Ärztliche Mitteilungen. Band 41, 1963, S. 2081–2086.
- Das erste lithographisch illustrierte Lehrbuch der Anatomie. Der Landshuter Anatom Martin Münz als Inkunabelgraphiker des Steindrucks. In: Sudhoffs Archiv. Band 47, 1963, S. 224–236.
- mit E. Feiner: Why did Vesalius not discover the fallopian tubes? In: Medical history. Band 8, Oktober 1964, S. 335–341, ISSN 0025-7273. PMID 14230138. PMC 1033409 (freier Volltext).
- mit Irmgard Krupp: Albert von Bezold, 1836–1886. Ein Pionier der Kardiologie (= Medizin in Geschichte und Kultur. Band 4). Fischer, Stuttgart 1964.
- mit Fridolf Kudlien: Frühe Anatomie. Von Mondino bis Malpighi. Wissenschaftliche Verlagsgesellschaft, Stuttgart 1967, S. 306.
- Die geschundene Haut im barocken anatomischen Titelkupfer. In: Verhandlungen des XX. Internationalen Kongresses für Geschichte der Medizin, Berlin, 22. – 27. August 1966. Hildesheim 1968, S. 474–496.